# Климент (Толстихин)
Архимандри́т Климе́нт (в миру И́горь Ива́нович Толсти́хин; 11 сентября 1945, Ленинград — 4 февраля 1996, Санкт-Петербург) — священнослужитель Русской православной церкви.

## Биография
Родился 11 сентября 1945 года в Ленинграде в православной семье.
По окончании общеобразовательной школы в 1962 году поступил в Ленинградский радиотехнический техникум № 1, где проучился 4 года, после чего работал на Кировском заводе. Большое значение в его жизни имел Псково-Печерский монастырь, где он часто бывал и имел духовное руководство двух опытных наставников: иеросхимонаха Симеона (Желнина) и архимандрита Никиты (Чеснокова).
В 1964 году принят в Ленинградскую духовную семинарию. В 1966 году, обучаясь в 3-м классе семинарии, был поставлен митрополитом Ленинградским и Ладожским Никодимом (Ротовым) во чтеца. В 1967 году за время летних каникул с отличием сдал все экзамены за четвёртый класс семинарии и был принят на первый курс Ленинградской духовной академии.
Обучаясь в духовной академии, был иподиаконом митрополита Ленинградского Никодима (Ротова).
5 января 1969 года в Успенской церкви при митрополичьих покоях был пострижен в монашество с именем Климент в честь священномученика Климента, папы Римского. 7 января того же года в Николо-Богоявленском кафедральном соборе был рукоположён митрополитом Никодимом в сан иеродиакона. 22 мая того же года там же был рукоположён митрополитом Никодимом в сан иеромонаха с возложением на него набедренника.
В том же году окончил Ленинградскую духовную академию со степенью кандидата богословия за сочинение «Раскрытие христианского учения о богочеловеческой природе Господа нашего Иисуса Христа в творениях св. Василия Великого».
Летом того же года вместе с иеромонахом Кириллом (Гундяевым) сопровождал митрополита Никодима (Ротова) во время его поездки на Валаам. Там в закрытом храме на монастырское кладбище они втроём совершили литургию, первую после закрытия монастыря.
В августе того же года в составе делегации Русской православной церкви посетил Афон.
В декабре 1969 года решением Совета Ленинградской духовной академии он был оставлен при ней профессорским стипендиатом, преподавателем литургики семинарии и помощником инспектора.
В 1970 году награждён крестом и назначен штатным священником и ключарём Николо-Богоявленского кафедрального собора. В том же году принимал участие в конференции «Христианский вклад в созидание мира», проходившей в Загорске.
19 октября 1971 года был назначен заместителем начальника Русской духовной миссии в Иерусалиме.
25 августа 1972 решением Священного Синода назначен начальником Русской духовной миссии в Иерусалиме.
5 апреля 1974 года решением Священного Синода освобождён от должности начальника Русской духовной миссии в Иерусалиме и направлен в распоряжение митрополита Ленинградского и Новгородского Никодима.
В том же году назначен митрополитом Никодимом (Ротовым) назначен настоятелем церкви праведного Иова Многострадального на Волковом кладбище в Ленинграде. Помимо этого возобновил свою преподавательскую деятельность в Ленинградских духовных школах: в семинарии он вёл практическое руководство для пастырей, а в академии — пастырское богословие.
В 1976 года митрополитом Никодимом (Ротовым) назначен штатным клириком и ключарём Николо-Богоявленского собора в Ленинграде. В том же году по собственному прошению освобождён от преподавания в Ленинградской духовной академии.
В 1979 году Указом митрополита Ленинградского и Новгородского Антония (Мельникова) назначен настоятелем церкви Смоленской иконы Божией Матери на Смоленском кладбище в Ленинграде.
1 сентября 1987 года митрополитом Ленинградским и Новгородским Алексием (Ридигером) освобождён от должности настоятеля Смоленской церкви на Смоленском кладбище и назначен штатным священником Князь-Владимирского собора.
Принимал активное участие в возрождении Валаамского монастыря.
В последние годы жизни страдал от болезни сердца. Скончался 4 февраля 1996 года. Погребён на Волковском православном кладбище в городе Санкт-Петербург.